# Enkplatz (metropolitana di Vienna)
Enkplatz è una stazione della linea U3 della metropolitana di Vienna situata nell11º distretto entrata in servizio il 2 dicembre 2000 nel contesto del prolungamento orientale della linea fino a Simmering.

## Descrizione
La stazione si sviluppa in sotterranea su due livelli direttamente sotto Simmeringer Hauptstraße, tra Grillgasse e Enkplatz. L'accesso ai treni è ubicato nel livello più profondo e utilizza due gallerie separate, una per ogni senso di marcia, con accesso da banchina laterale; le due gallerie sono collegate tra loro da un corridoio centrale.
Sul soffitto dell'uscita verso Gottschalkgasse, alto 17 m, è installata l'opera Belle Etage delle artiste Ilse Haider e Mona Hahn. L'opera consiste in una foto a colori delle dimensioni di 7 m per 4,5 m, inserita in una cornice per diapositive, che mostra i residenti di un edificio del quartiere che osservano dai loro balconi i passeggeri della metropolitana.
Nella parte superiore della parete del primo livello è presente l'opera Spiegelbilder di Erich Steininger, una xilografia astratta composta da nove pannelli in bianco e nero inframmezzati da otto specchi in cui i passeggeri possono vedere la loro immagine riflessa.

## Ingressi
- Simmeringer Hauptstraße
- Gottschalkgasse
- Enkplatz